# 白鳥神社 (東郷町)
白鳥神社（しらとりじんじゃ）は、愛知県愛知郡東郷町にある神社である。旧社格は郷社。
日本武尊他を祀る。

## 歴史
創建の由緒は不詳であるが、少なくとも室町時代には存在していた。棟札等によればかつては「諸輪大明神」と呼ばれていた。隣接する諸輪古墳に関係あるものとして、古墳時代の創建とする説もある。室町時代から戦国時代にかけて武家の崇敬が篤かった。文亀元年（1501年）に「白鳥大明神」に改称した。
明治5年に白鳥神社に改称して村社に列格し、昭和17年に郷社に昇格した。現在は同町春木狐塚の富士浅間神社の兼務社である。

## 境内
現在の拝殿は明治41年、本殿は昭和54年（1979年）に建造されたものである。現在の石造の鳥居は昭和8年に奉納されたもので、それまでの鳥居は寛政7年（1795年）に熱田神宮から移されたものであった。
境内社として稲荷神社（昭和46年2月に名古屋市八事より遷座）、御嶽神社がある。
平成8年8月8日、氏子により神馬像が奉納された。